# 亜セレン酸ナトリウム
亜セレン酸ナトリウム（あセレンさんナトリウム — sodium selenite）とは、無機化合物の一種で、亜セレン酸のナトリウム塩。無水物 (Na2SeO3) が市販されているが、5水和物 Na2SeO3•5H2O も安定に存在する。
融点 350 ℃ の白色の結晶性粉末で、水には溶けやすい。

## 合成方法
亜セレン酸と水酸化ナトリウムから合成される。